# 哈丁 (肯塔基州)
哈丁（英語：Hardin），是美国肯塔基州的一座城市。面积约为1.8平方公里（0.7平方英里）。根据2010年美国人口普查，该市的人口为615人。